# ایزی استیونز
ایزابل کاترینا استیونز (به اختصار:ایزی استیونز) (به انگلیسی: Isobel Catherine Stevens,Izzie Stevens) از شخصیت‌های اصلی سریال آناتومی گری است و کاترین هیگل این نقش را ایفا کرده‌است.
برای تأمین هزینه‌های دانشگاه مدل مجلات بوده و عکس‌های برهنه انداخته است. ایزی دختریست با احساس که به سرعت با بیمارانش وارد یک رابطه عاطفی می‌شود. این دختر عاطفی با الکس و یکی از بیمارانش وارد یک رابطه می‌شود. شخصیت ساده و با احساس ایزی نیز از شخصیت‌های دوست داشتنی سریال است. در فصلهای میانی این سریال و دچار سرطان می‌شود و پس از چندین رابطه عاطفی با الکس کارو ازدواج می‌کند .